# Ngounié (provincie)
Ngounié is een van de negen provincies van Gabon. De provincie heeft een oppervlakte van 37.750 km² en heeft 77.781 inwoners (1993). De hoofdstad is Mouila.

## Departementen
Ngounié is onderverdeeld in zeven departementen (hoofdplaatsen tussen haakjes):
- Boumi-Louetsi (Mbigou)
- Dola (Ndende)
- Douya-Onoy (Mouila)
- Louetsi-Wano (Lebamba)
- Ndolou (Mandji)
- Ogoulou (Mimongo)
- Tsamba-Magotsi (Fougamou)

Estuaire · Haut-Ogooué · Moyen-Ogooué · Ngounié · Nyanga · Ogooué-Ivindo · Ogooué-Lolo · Ogooué-Maritime · Woleu-Ntem